# Lipa (Matulji)
Lipa, naselje u općini Matulji u Primorsko-goranskoj županiji.  
Mjesto je teškog stradanja stanovništva tijekom Drugog svjetskog rata gdje je skoro čitavo stanovništvo ubijeno a selo spaljeno. Sada se ovdje nalazi muzej posvećenog žrtvama ovog događaja "Memorijalni centar Lipa pamti". 

## Zemljopis
Naselje je nekoć bilo na značajnoj prometnici koja je vodila iz Kranjske kroz Postojnska vrata, a drugim pravcem iz Trsta prema Rijeci i dalje. 

## Stanovništvo
Ima 129 stanovnika prema popisu iz 2011. godine. 

| broj stanovnika | 527   | 433   | 411   | 408   | 434   | 465   | 458   | 437   | 108   | 127   | 149   | 153   | 147   | 143   | 136   | 129   | 109   |
|                 | 1857. | 1869. | 1880. | 1890. | 1900. | 1910. | 1921. | 1931. | 1948. | 1953. | 1961. | 1971. | 1981. | 1991. | 2001. | 2011. | 2021. |

## Povijest
Lipa je stradala 30. travnja 1944. godine kad su mjesto spalili nacisti i fašisti koji su pritom ubili 269 žitelja. Nisu štedili ni djecu. Dijelovi naselja zaštićeni su kao memorijalna baština, a u bivšoj školskoj zgradi otvorena je 29. studenoga 1968. godine muzejska zbirka. Svake se godine na dan stradanja održava manifestacija Lipa pamti.

## Spomenici i znamenitosti

### Kapela sv. Jelene križarice
Na ulazu u mjesto nalazi se drevna kapela sv. Jelene Križarice (katolička Župa sv. Antuna pustinjaka sa sjedištem u Šapjanama). Kapela je bila obnovljena 1662. godine. Imala je zvono iz 1300. godine, koje su oduzele za ratne potrebe tadašnje austro-ugarske vlasti u Prvome svjetskom ratu. Zvono je bilo teško 107 kg, a izlio ga je zvonolijevač Jacobus de Venetiis. Na prozoru kapele uklesana je 1667. godina te ime Petra Kalčića. Oltar sv. Jelene je iz 1774. godine. Na desnoj strani oltara nalazi se natpis: SUB Rmo CONRADO ANTONIO D’MARBURG Pco ET MATHIA CALCICH DECANUS ET SNDUS BENEFACTOR HUIC OPERIS AFRICH SECUNDUS SINDICUS – ANNO DOMINI 1774. Slika na oltaru je iz 1866. godine. Kapela je obnovljena početkom sedamdesetih godina XX. stoljeća u vrijeme župnika Josipa Vozile (Giuseppe Vosilla). Tada su otkrivene i gotičke freske s prikazom sv. Jurja iz XVI. stoljeća (datirao Branko Fučić), a obnovio ih je 1976. godine Viktor Snoj, akademski slikar iz Ljubljane. Zidna slika pripisuje se majstoru Tomašu iz Senja.

## Obrazovanje
Vlasti Austro-Ugarske Monarhije osnivale su osnovne škole na području sadašnje općine Matulji još sredinom 19. stoljeća. U Lipi je osnovna škola otvorena 1885. godine.

## Kultura

### Zvončari
U Lipi djeluje zvončarska skupina.